# タウフィク・ロスマン
タウフィク・ロスマン (Taufik Rosman, 1999年9月8日 - ) は、マレーシアのウィキペディア編集者である。2023年、彼はウィキマニア2023において、ウィキペディアの共同創設者であるジミー・ウェールズによりウィキメディアン・オブ・ザ・イヤーに選ばれた。

## 幼少期
タウフィク・ロスマンは1999年9月8日に生まれた。父親は教師である。
彼が最初にウィキペディアを編集したのは8歳の時で、当時通っていたサバ州のセント・メアリー・タウン国民学校の校長に関する情報が古いことに気が付いたのだった。